# BMW 5 Серії (F10)
F10 — це шосте покоління BMW 5 Серії, яке було представлено 23 листопада 2009 року і випускається з початку 2010 року. Варіант в кузові універсал (Touring) має позначення F11 , а ліфтбек — F07. Це покоління прийшло на зміну кузовам BMW E60/E61.

## Технічні особливості

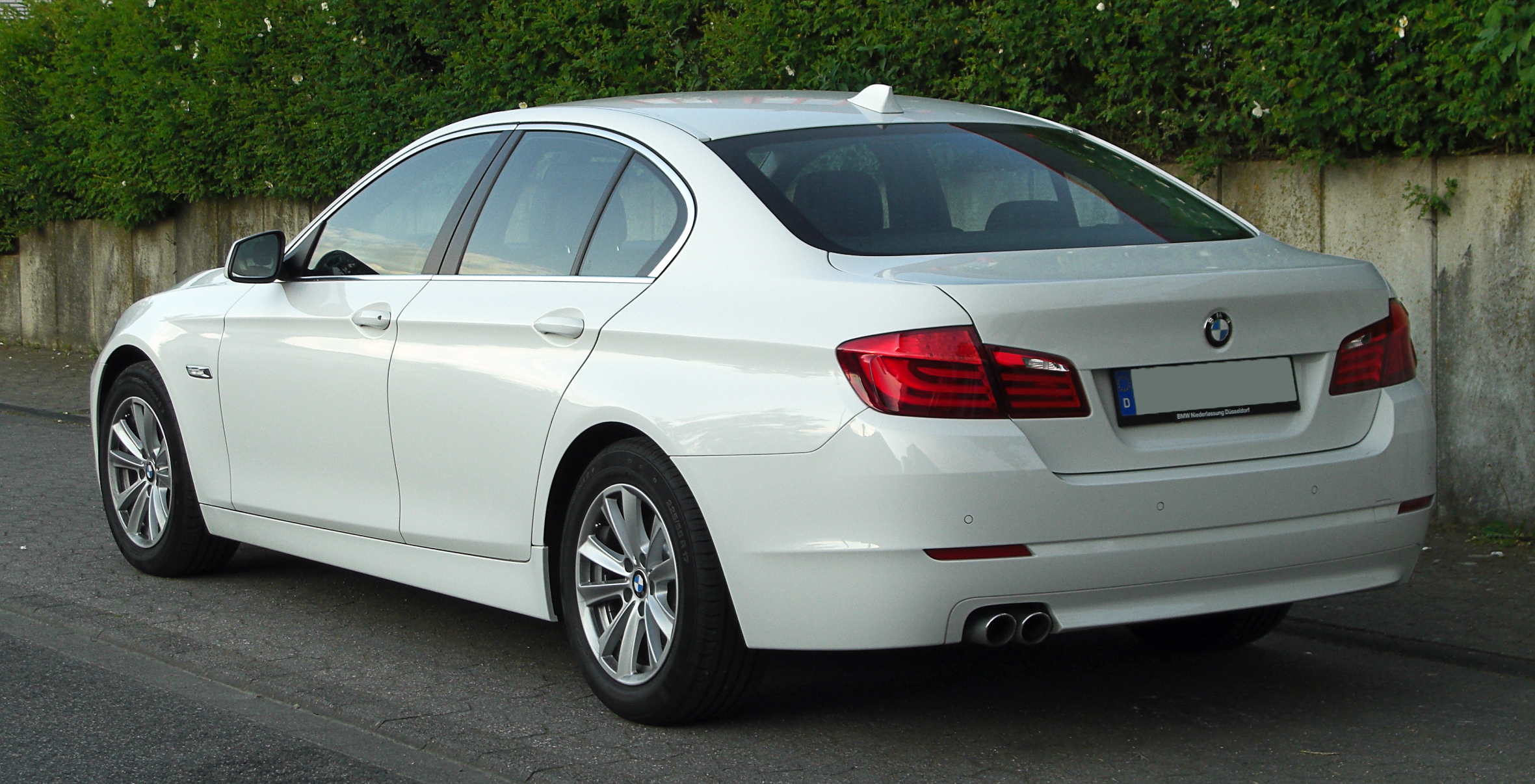
BMW 535i (2010—2013)

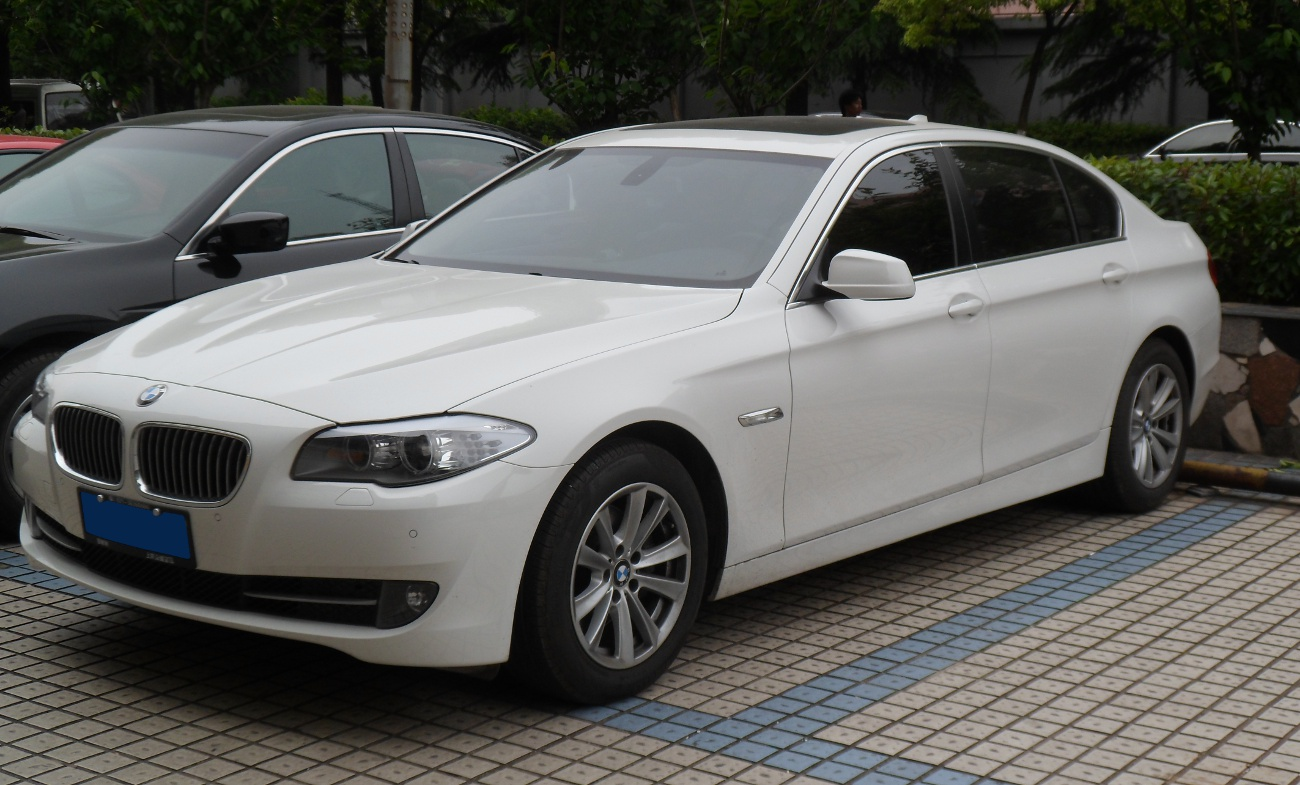
Подовжена версія BMW 5 Серії (F18) для китайського ринку

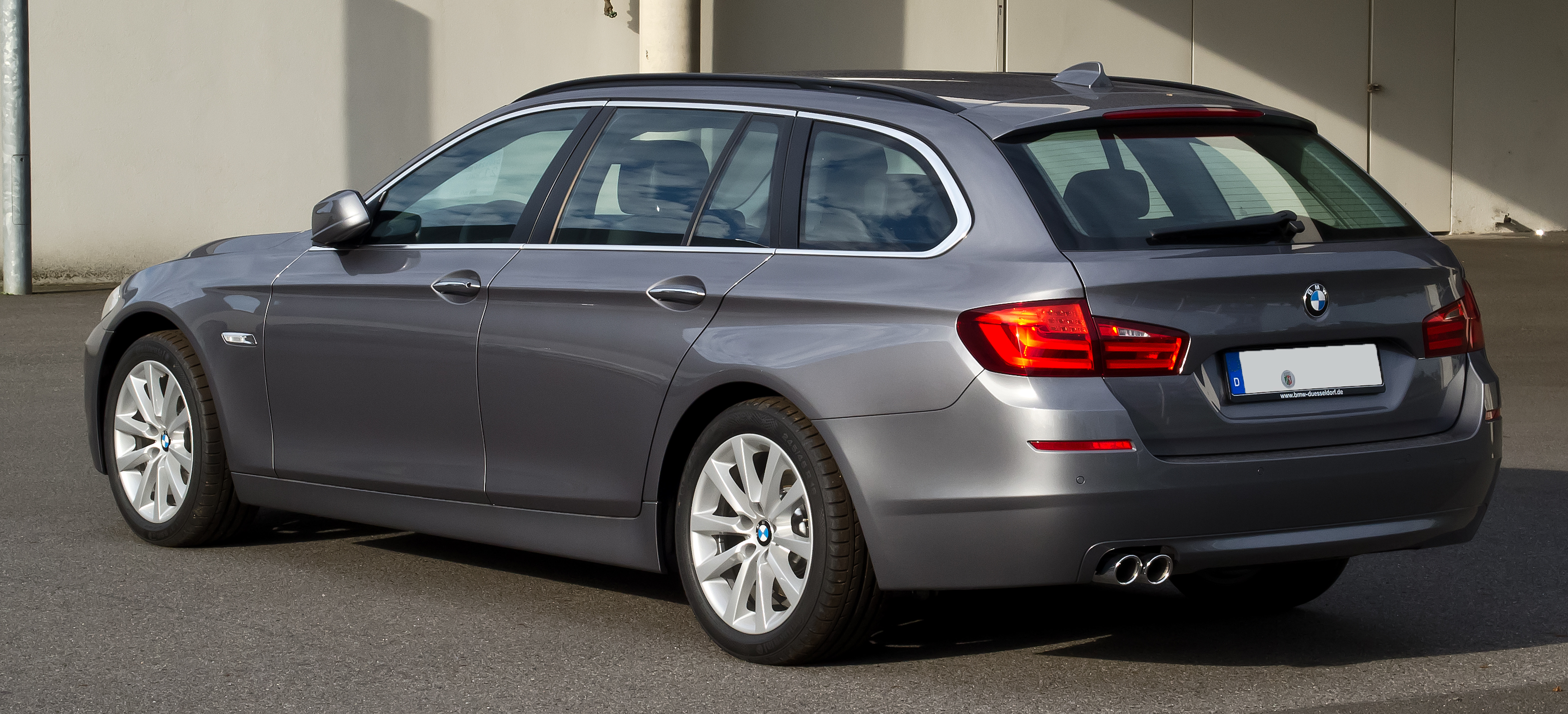
BMW 520d Touring (2010—2013)

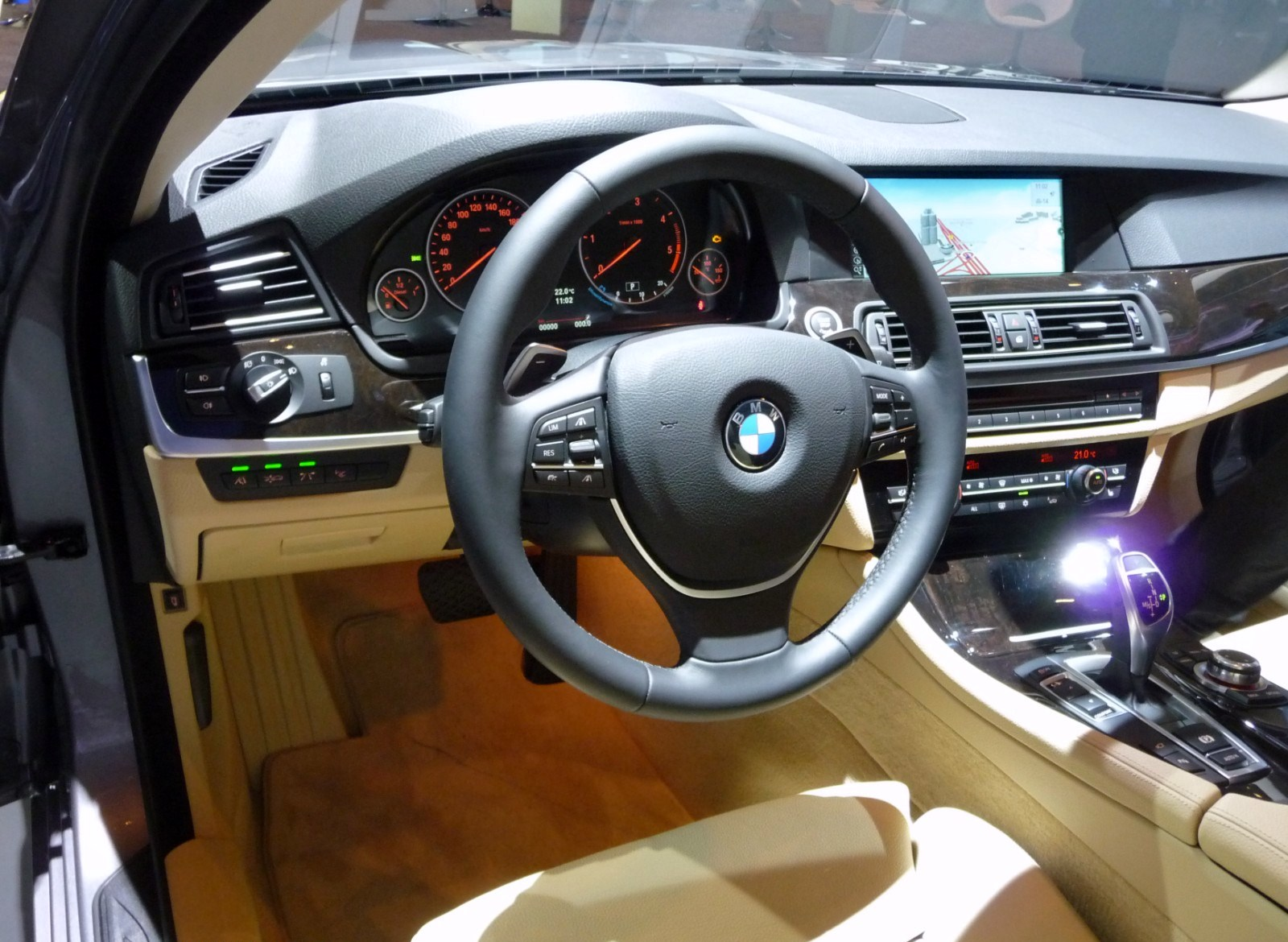
Кокпіт BMW 5 серії

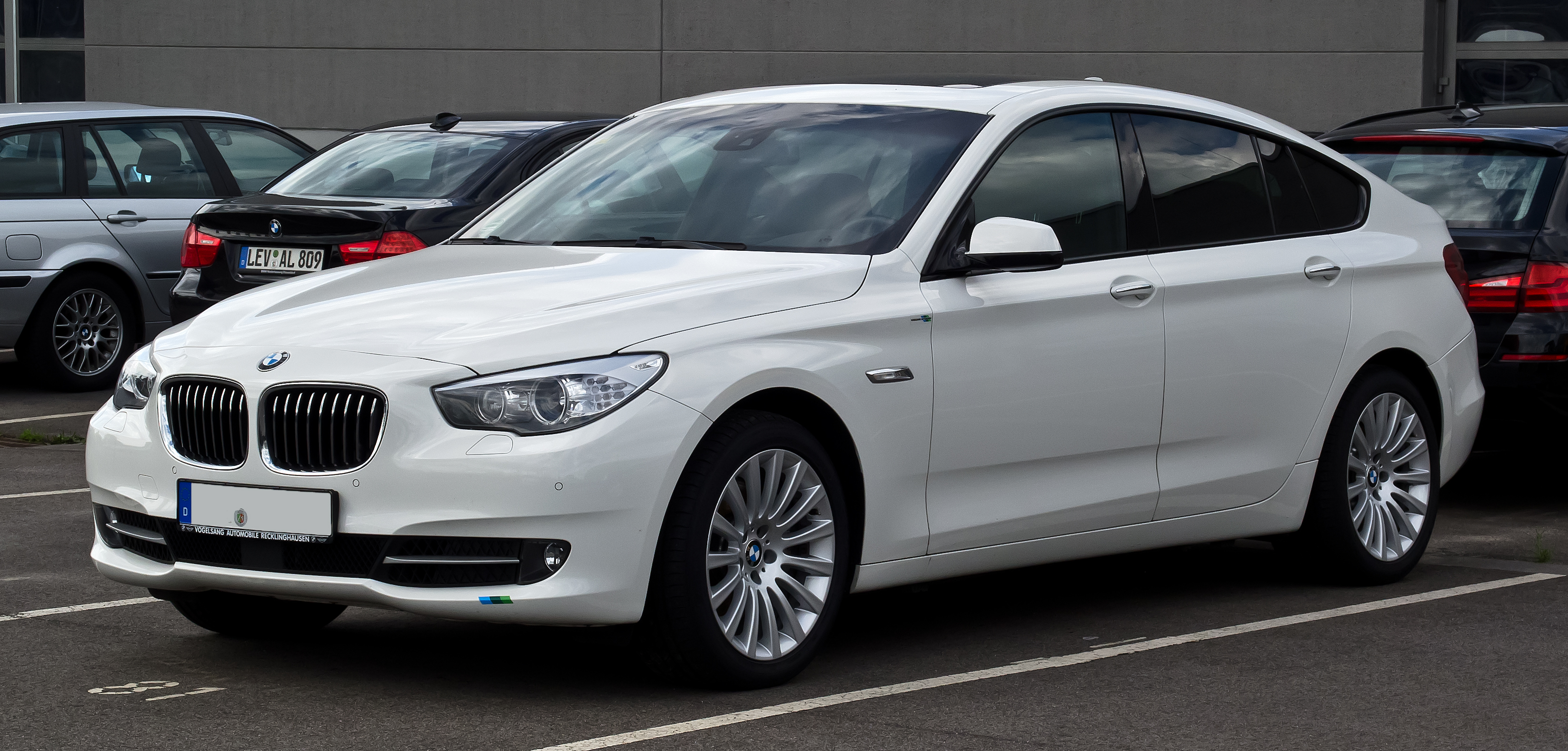
BMW 5 серії Gran Turismo (F07)

Седан трохи збільшився в розмірах. У порівнянні з попередником BMW E60, довжина нової п'ятірки збільшилася на 58 мм до 4899 мм, ширина — на 14 мм до 1860 мм, а висота навпаки — стала нижче на 18 мм і складає 1464 мм. Колісна ж база становить 2968 мм. В основі автомобіля лежить укорочена платформа нового седана BMW 7-Series. Конструктори автомобіля, презентувавши новинку, наділили його чотирма лаконічними епітетами: елегантний, безпечний, динамічний і успішний. До BMW 5-серії 2010 знову повернулися строгі, класичні для марки лінії. Дизайнером моделі став Едріан ван Хойдонк.
У порівнянні з попередньою моделлю в F10 внесено безліч удосконалень. Зокрема, в передній підвісці тепер застосовуються здвоєні поперечні важелі (подібна конструкція використовується на BMW 7-ї серії), задня підвіска багатоважільна. Бензинові двигуни включають в себе 4.4-літровий V8 твін-турбо двигун N63, 3-х літровий турбований двигун N55, і два варіанти 2-х літрових двигунів N20 різної потужності. Дизельні двигуни пропонуються в чотирьох різновидах — два 3-х літрових рядних шестициліндрових мотора N57 різної потужності і дволітровий рядний чотирициліндровий двигун N47 у двох модифікаціях. Коробки передач пропонуються в двох варіантах — шестиступінчаста ручна коробка або восьмиступінчаста автоматична ZF 8HP.

## Дизайн
Екстер'єр машини був розроблений Яцеком Фроліхом під керівництвом Ейдріана ван Хойдонка. Автомобіль виконаний в новому корпоративному стилі BMW — тепер «п'ятірка» своїм дизайном нагадує  BMW 7-ї серії в кузові F01/F02 або рестайлінгову BMW 3-ю серію. Зовні автомобіль став більш традиційно схожий на автомобілі BMW у порівнянні з E60.

## Фейсліфтинг 2013
20 липня 2013 року BMW F10 був модернізований. Змінився зовнішній вигляд (змінились передні фари головного світла, бампери і задні фари), були переглянуті деякі двигуни, відтепер кожен двигун відповідає стандарту Євро-6, версії 530d і 530i відтепер можна замовити з механічною коробкою передач, версія 520d отримала повнопривідний варіант, крім того, була введена версія 518d з дизельним двигуном 2.0 л потужністю 143 к.с.
Інтер'єр в процесі фейсліфтингу кардинальних змін не зазнав. У салоні оновлені колірні схеми оформлення. Кишені для зберігання речей і підстаканники стали більшими, а в якості опції функцію приладової панелі зможе виконувати 10,25-дюймовий TFT-дисплей. Залежно від режиму роботи електроніки комбінації приладів на ньому можуть змінюватися. Наприклад, при активації спортивного режиму звичайний спідометр змінюється на цифровий, а обрана передача показується всередині тахометра.

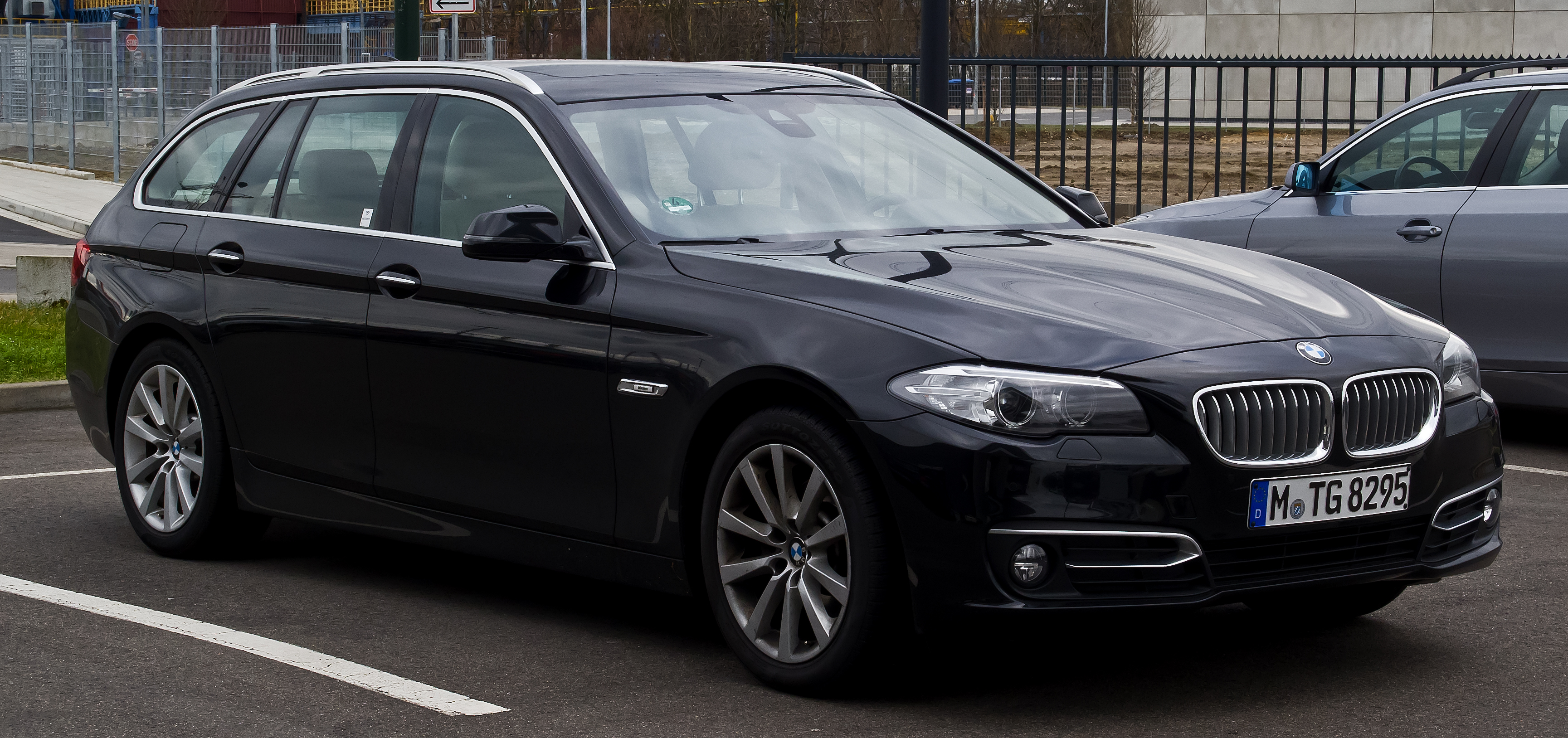
BMW 520i Touring (2013–2017)
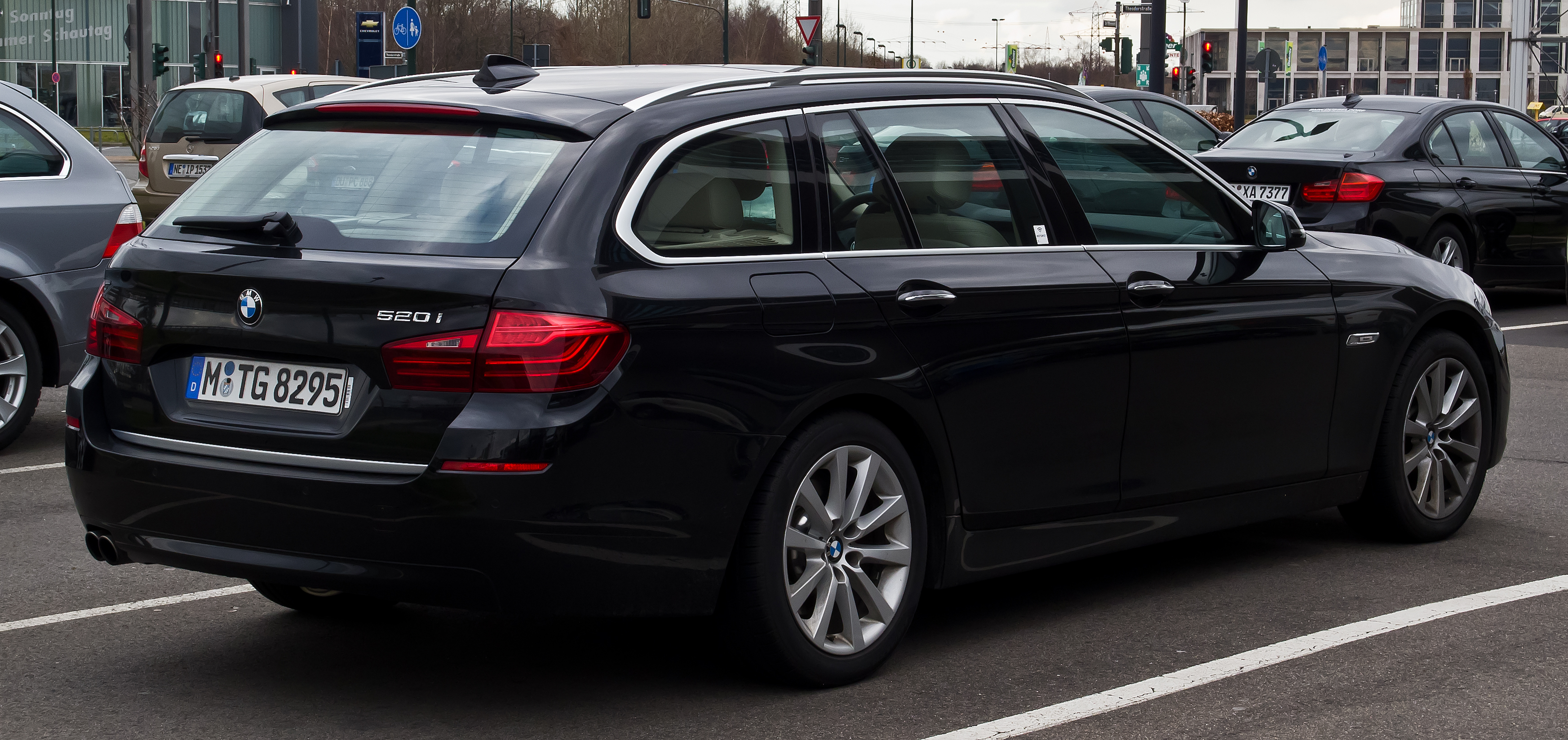
BMW 520i Touring (2013–2017)

## BMW 535i
535i — акуратний і маневрений автомобіль, незважаючи на те, що він еволюціонував до більш розкішного і витонченого від виключно спортивного. У плані рульового управління автомобіль втратив деякі з тих відчуттів, які ми звикли асоціювати з 5 Series. Їзда комфортна і рівномірна, салон затишний. 3.0-літровий шестициліндровий турбований двигун з 300 кінськими силами плавний і чутливий. Нова восьмиступінчаста автоматична коробка передач заводиться непомітно. Автомобіль видає вражаючі 10.23 л/100 км, але, як і більшість автомобілів цього класу, вимагає палива підвищеної якості. Зміни для 2016 року включають посилену USB і блютус здатність.

## BMW 5 ActiveHybrid Concept
На міжнародному автомобільному салоні 2010 року в Женеві, BMW представила концептуальний гібрид на основі BMW 5 Серії. Крутний момент на колеса передає восьмиступінчаста коробка автомат з подвійним зчепленням. У автомобілі використовується трилітровий R6 з турбонаддувом в парі з 40 кВт електромотором. У концепті реалізовані можливості заздалегідь підлаштовуватися під майбутній режим водіння використовуючи дані бортових систем і навігатора. На спуску блок управління може заглушити двигун і задіяти електродвигун для зарядки акумуляторів використовуючи систему гальмування. Концептуальний гібрид в середньому на 10 % економічніше BMW 535i.

## Модифікації
- BMW F10 — автомобіль з кузовом седан.
- BMW F11 — автомобіль з кузовом універсал.
- BMW F07 — автомобіль з кузовом хетчбек, який називається BMW 5 GT.
- BMW F18 — автомобіль з кузовом седан для китайського ринку з подовженою на 14 см колісною базою.

## Результати з Краш-Тесту
| Зірки в Euro NCAP з Краш-тесту |

## Двигуни

### Седан
| Двигун                                    | Бензиновий                                                                                      | Бензиновий                                                                                      | Бензиновий                                                                                      | Бензиновий                                                                                      | Дизельний                                                                                       | Дизельний                                                                                       | Дизельний                                                                                       |               |               |
| Тип двигуна                               | R6 mit Direkteinspritzung und Magerbetrieb                                                      | R6 mit Direkteinspritzung und Magerbetrieb                                                      | TwinPower Turbo R6 mit Turbolader, Direkteinspritzung und Valvetronic                           | TwinPower Turbo V8 mit Biturbolader und Direkteinspritzung                                      | R4 Turbo mit variabler Turbinengeometrie und Common-Rail-Direkteinspritzung                     | R6 Turbo mit variabler Turbinengeometrie und Common-Rail-Direkteinspritzung                     | R6 Turbo mit variabler Turbinengeometrie und Common-Rail-Direkteinspritzung                     |               |               |
| Номерація двигуна                         | N53B30                                                                                          | N53B30                                                                                          | N55B30                                                                                          | N63B44                                                                                          | N47D20                                                                                          | N57D30                                                                                          | N57D30                                                                                          |               |               |
| Об'єм                                     | 2996 cm³                                                                                        | 2996 cm³                                                                                        | 2979 cm³                                                                                        | 4395 cm³                                                                                        | 1995 cm³                                                                                        | 2993 cm³                                                                                        | 2993 cm³                                                                                        |               |               |
| Потужність                                | 150 kW (204 PS)                                                                                 | 190 kW (258 PS)                                                                                 | 225 kW (306 PS)                                                                                 | 300 kW (408 PS)                                                                                 | 135 kW (184 PS)                                                                                 | 150 kW (204 PS)                                                                                 | 180 kW (245 PS)                                                                                 |               |               |
| Крутний момент                            | 270 Nm bei 1500–4250/min                                                                        | 310 Nm bei 2600–5000/min                                                                        | 400 Nm bei 1200–5000/min                                                                        | 680 Nm bei 1750–4500/min                                                                        | 380 Nm bei 1900–2750/min                                                                        | 450 Nm bei 1750–2500/min                                                                        | 540 Nm bei 1750–2750/min                                                                        |               |               |
| КПП, серійна                              | 6-Gang-Schaltgetriebe                                                                           | 6-Gang-Schaltgetriebe                                                                           | 6-Gang-Schaltgetriebe                                                                           | 8-Gang-Automatik                                                                                | 6-Gang-Schaltgetriebe                                                                           | 6-Gang-Schaltgetriebe                                                                           | 6-Gang-Schaltgetriebe                                                                           |               |               |
| КПП, опційна                              | 8-Gang-Automatik                                                                                | 8-Gang-Automatik                                                                                | 8-Gang-Automatik                                                                                | —                                                                                               | 8-Gang-Automatik                                                                                | 8-Gang-Automatik                                                                                | 8-Gang-Automatik                                                                                |               |               |
| Трансмісія, серійна                       | Задній привід                                                                                   | Задній привід                                                                                   | Задній привід                                                                                   | Задній привід                                                                                   | Задній привід                                                                                   | Задній привід                                                                                   | Задній привід                                                                                   | Задній привід | Задній привід |
| Розгін 0 до 100 км/год в с                | 7,9                                                                                             | 6,6                                                                                             | 6,0                                                                                             | 5,0                                                                                             | 8,1                                                                                             | 7,2                                                                                             | 6,3                                                                                             |               |               |
| Максимальна швидкість, км/год             | 238                                                                                             | 250 (abgeregelt)                                                                                | 250 (abgeregelt)                                                                                | 250 (abgeregelt)                                                                                | 227                                                                                             | 236                                                                                             | 250 (abgeregelt)                                                                                |               |               |
| Витрати пального, комбіновано в л/100 км) | 7,6                                                                                             | 7,8                                                                                             | 8,5                                                                                             | 10,4                                                                                            | 5,0                                                                                             | 6,2                                                                                             | 6,3                                                                                             |               |               |
| Викиди CO2, комбіновано в гр/км           | 177                                                                                             | 178                                                                                             | 199                                                                                             | 243                                                                                             | 132                                                                                             | 162                                                                                             | 166                                                                                             |               |               |
| Abgasnorm nach EU-Klassifikation          | Euro 5/Euro 6 bei 530d mit BMW BluePerformance Speicherkatalysator zur Reduktion der Stickoxide | Euro 5/Euro 6 bei 530d mit BMW BluePerformance Speicherkatalysator zur Reduktion der Stickoxide | Euro 5/Euro 6 bei 530d mit BMW BluePerformance Speicherkatalysator zur Reduktion der Stickoxide | Euro 5/Euro 6 bei 530d mit BMW BluePerformance Speicherkatalysator zur Reduktion der Stickoxide | Euro 5/Euro 6 bei 530d mit BMW BluePerformance Speicherkatalysator zur Reduktion der Stickoxide | Euro 5/Euro 6 bei 530d mit BMW BluePerformance Speicherkatalysator zur Reduktion der Stickoxide | Euro 5/Euro 6 bei 530d mit BMW BluePerformance Speicherkatalysator zur Reduktion der Stickoxide |               |               |

1. ↑  Twin Scroll Technologie (Ein Turbolader mit zwei Abgaseinströmöffnungen)
2. ↑  Bei dem TwinPower Turbo V8-Motor sitzen die beiden parallel geschaltenen Turbolader zwischen den Zylinderbänken.

### Універсал
|                                           | 523i                                                                                            | 535i                                                                                            | 520d                                                                                            | 525d                                                                                            | 530d                                                                                            |
| ----------------------------------------- | ----------------------------------------------------------------------------------------------- | ----------------------------------------------------------------------------------------------- | ----------------------------------------------------------------------------------------------- | ----------------------------------------------------------------------------------------------- | ----------------------------------------------------------------------------------------------- |
| Двигун                                    | Бензиновий                                                                                      | Бензиновий                                                                                      | Дизельний                                                                                       | Дизельний                                                                                       | Дизельний                                                                                       |
| Тип двигуна                               | R6 mit Direkteinspritzung und Magerbetrieb                                                      | TwinPower Turbo R6 mit Turbolader, Direkteinspritzung und Valvetronic                           | R4 Turbo mit variabler Turbinengeometrie und Common-Rail-Direkteinspritzung                     | R4 Twin Turbo Common — Rail Direct Injection                                                    | R6 Turbo mit variabler Turbinengeometrie und Common-Rail-Direkteinspritzung                     |
| Номерація двигуна                         | N53B30                                                                                          | N55B30                                                                                          | N47D20                                                                                          | N47D20                                                                                          | N57D30                                                                                          |
| Об'єм                                     | 2996 cm³                                                                                        | 2979 cm³                                                                                        | 1995 cm³                                                                                        | 1995 cm³                                                                                        | 2993 cm³                                                                                        |
| Потужність                                | 150 kW (204 PS)                                                                                 | 225 kW (306 PS)                                                                                 | 135 kW (184 PS)                                                                                 | 160 kW (218 PS)@4400                                                                            | 180 kW (245 PS)                                                                                 |
| Крутний момент                            | 270 Nm bei 1500–4250/min                                                                        | 400 Nm bei 1200–5000/min                                                                        | 380 Nm bei 1900–2750/min                                                                        | 450 Nm @1500-2500                                                                               | 540 Nm bei 1750–2750/min                                                                        |
| КПП, серійна                              | 6-Gang-Schaltgetriebe                                                                           | 6-Gang-Schaltgetriebe                                                                           | 6-Gang-Schaltgetriebe                                                                           | 6-Gang-Schaltgetriebe                                                                           | 6-Gang-Schaltgetriebe                                                                           |
| КПП, опційна                              | 8-Gang-Automatik                                                                                | 8-Gang-Automatik                                                                                | 8-Gang-Automatik                                                                                | 8-Gang-Automatik                                                                                | 8-Gang-Automatik                                                                                |
| Трансмісія, серійна                       | Задній привід                                                                                   | Задній привід                                                                                   | Задній привід                                                                                   | Задній привід                                                                                   | Задній привід                                                                                   |
| Розгін 0 до 100 км/год в с                | 8,2                                                                                             | 6,0                                                                                             | 8,3                                                                                             | 7,2                                                                                             | 6,4                                                                                             |
| Максимальна швидкість км/год              | 231                                                                                             | 250 (abgeregelt)                                                                                | 222                                                                                             | 243                                                                                             | 243                                                                                             |
| Витрати пального, комбіновано в л/100 км) | 7,9                                                                                             | 8,6                                                                                             | 5,2                                                                                             |                                                                                                 | 6,4                                                                                             |
| Викиди CO2, комбіновано в гр/км           | 185                                                                                             | 201                                                                                             | 137                                                                                             |                                                                                                 | 169                                                                                             |
| Abgasnorm nach EU-Klassifikation          | Euro 5/Euro 6 bei 530d mit BMW BluePerformance Speicherkatalysator zur Reduktion der Stickoxide | Euro 5/Euro 6 bei 530d mit BMW BluePerformance Speicherkatalysator zur Reduktion der Stickoxide | Euro 5/Euro 6 bei 530d mit BMW BluePerformance Speicherkatalysator zur Reduktion der Stickoxide | Euro 5/Euro 6 bei 530d mit BMW BluePerformance Speicherkatalysator zur Reduktion der Stickoxide | Euro 5/Euro 6 bei 530d mit BMW BluePerformance Speicherkatalysator zur Reduktion der Stickoxide |
| Cw-Wert x A                               | 0,31 x 2,35                                                                                     | 0,32 x 2,35                                                                                     | 0,31 x 2,35                                                                                     |                                                                                                 | 0,31 x 2,35                                                                                     |

1. ↑  Twin Scroll Technologie (Ein Turbolader mit zwei Abgaseinströmöffnungen)

## Зноски
1. ↑  Новый седан BMW пятой серии стал ещё одним реакционером. Архів оригіналу за 27 листопада 2009. Процитовано 24 листопада 2009.
2. ↑  Як ми тестували BMW 5 Series 2016. automoto.ua. Архів оригіналу за 6 серпня 2016. Процитовано 21 червня 2016.
3. ↑  Crash-Test Mercedes-Benz 5-Серії (2010) [Архівовано 6 червня 2010 у Wayback Machine.] (Euro NCAP 2010)